# Pore de Kohn
Les pores de Köhn, également nommés pores alvéolaires, sont des connexions entre des alvéoles pulmonaires  situées au niveau des septa inter-alvéolaires. Ils apparaissent après la naissance lors d'un processus d'amincissement des septa.  
Cette ventilation collatérale n'est pas essentielle au bon fonctionnement d'un poumon normal cependant elle joue un rôle important lors d'obstruction des voies respiratoires classiques. En effet, elle permet entre autres de maintenir et d'équilibrer la ventilation alvéolaire et d'empêcher l'atélectasie pulmonaire.